# Олуязское сельское поселение (Кукморский район)
Олуязское сельское поселение — сельское поселение в Кукморском районе Татарстана. Глава сельсовета — Маликов Рамиль Файзелхакович.
Административный центр — село Олуяз.

## География
Олуязское сельское поселение расположено в юго-западной части Кукморского района.

## Административное деление
В состав Олуязского сельсовета входят 4 населённых пункта:
- село Олуяз
- деревня Балыклы
- деревня Верхний Казаклар
- деревня Нижний Казаклар

## Население
| 2010  | 2011  | 2012  | 2013  | 2014  | 2015  | 2016  |
| ----- | ----- | ----- | ----- | ----- | ----- | ----- |
| 1528  | ↘1527 | ↘1520 | ↘1518 | ↘1492 | ↗1497 | ↗1504 |
| 2017  | 2018  |       |       |       |       |       |
| ↘1503 | ↗1510 |       |       |       |       |       |